# 1940 في كندا
فيما يلي قوائم الأحداث التي وقعت خلال عام 1940 في كندا.

## سياسة

### تعيين في المنصب
- 1 يناير – ريتشارد هانسون زعيم المعارضة الرسمية [الإنجليزية]‏.
- 26 مارس – جيمس غارفيلد غاردينر عضو مجلس العموم الكندي.
- 31 أغسطس – جوزيف شاربونو archbishop of Montréal ‏.

### انتهاء فترة المنصب
- 1 يناير – رالف داي عمدة تورونتو [الإنجليزية]‏.
- 1 يناير – روبرت إروين نائب حاكم نوفا سكوشا [الإنجليزية]‏.
- 1 يناير – هنري هربرت ستيفنز عضو مجلس العموم الكندي.
- 25 يناير – روبرت إيميت فين عضو مجلس العموم الكندي.
- 21 مارس – إرنست مانينغ عضو الجمعية التشريعية في ألبرتا ‏.
- 26 مارس – جيمس غارفيلد غاردينر عضو مجلس العموم الكندي.
- 8 مايو – والتر إدوارد فوستر رئيس مجلس الشيوخ [الإنجليزية]‏.
- 18 مايو – جوزيف شاربونو bishop of Hearst-Moosonee ‏.
- 10 يوليو – بيتر لويس ماكدونالد عضو مجلس نواب نوفا سكوشا ‏.
- 31 أغسطس – جورج غوثير archbishop of Montréal ‏.

## مواليد

### يناير
- 1 يناير – اريك ميتكالف فنان تشكيلي كندي.
- 1 يناير – بيتر ويلكينسون كهنوت كندي.
- 1 يناير – تشارلز كاستونجواي رياضياتي كندي.
- 1 يناير – توم بينون لاعب كرة قدم كندي.
- 1 يناير – تيري بلاك
- 1 يناير – تيري جونز صحفي رياضي كندي.
- 1 يناير – جو ديكسون سياسي كندي.
- 1 يناير – جوديث بايفر
- 1 يناير – جون وليامز فنان قتال مختلط كندي.
- 1 يناير – جيمس دبليو. نيكول[1]
- 1 يناير – د. بيتر فوربس سياسي كندي.
- 1 يناير – دونالد فينكلر
- 1 يناير – ديان لي مغنية كندية.
- 1 يناير – ستيف كوتر
- 1 يناير – شيرلي فليتشير هورن
- 6 يناير – ديك ميسنر لاعب هوكي جليد كندي.
- 6 يناير – روبرت ديشان سياسي كندي.
- 9 يناير – هيلين فريدهوف
- 14 يناير – رون ماسون لاعب هوكي جليد كندي.
- 18 يناير – دون تومسون موسيقي كندي.[2]
- 22 يناير – أندريه بوليو لاعب هوكي جليد كندي.
- 26 يناير – دوغلاس جاكسون مخرج أفلام كندي.
- 27 يناير – تيري هاربر لاعب هوكي جليد كندي.
- 29 يناير – ديف يونغ

### فبراير
- 4 فبراير – ميشيل روسينيول[3]
- 11 فبراير – قاي كلوتير

### مارس
- 5 مارس – أرشيبالد د. جونستون سياسي كندي.
- 8 مارس – جاك دوسيت
- 8 مارس – سوزان كلارك[4]
- 11 مارس – إد فيليب سياسي كندي.
- 11 مارس – بوب وود سياسي كندي.[5]
- 21 مارس – جيم هيرون سياسي كندي.
- 23 مارس – تيد غرين لاعب هوكي جليد كندي.
- 24 مارس – تيري أوكونور سياسي كندي.[6]
- 24 مارس – جيم فورلونغ
- 24 مارس – دون جاردين مصارع محترف كندي.

### أبريل
- 2 أبريل – دونالد جاكسون متزلج فني كندي.
- 5 أبريل – غيليس برولكس
- 9 أبريل – جان بول دايموند سياسي كندي.
- 9 أبريل – جيم روبرتس لاعب هوكي جليد كندي.[7]
- 15 أبريل – روبرت لاكروا اقتصادي كندي.
- 18 أبريل – كليف بينينغتون لاعب هوكي جليد كندي.
- 19 أبريل – فرانك دافي شاعر كندي.[8]
- 21 أبريل – جاك كارون لاعب هوكي جليد كندي.
- 26 أبريل – جوان هاغرتي كاتبة كندية.
- 26 أبريل – ماريا كامبل كاتبة كندية.
- 29 أبريل – راسيل كينغ سياسي كندي.

### مايو
- 3 مايو – جون براغ
- 3 مايو – غوردون ويلكي لاعب هوكي جليد كندي.
- 4 مايو – باول تومسون[9]
- 7 مايو – ديف شامبرز مدرب هوكي جليد كندي.
- 11 مايو – ستان هاغن سياسي كندي.
- 20 مايو – جو أوليفر سياسي كندي.[10]
- 20 مايو – ويليام هوكينز كاتب أغاني كندي.
- 22 مايو – مايكل سارازين ممثل كندي.[11]
- 25 مايو – ستيفن ألان سكوت

### يونيو
- 14 يونيو – دوغ رولاند سياسي كندي.[12]
- 22 يونيو – دوغلاس باسيت

### يوليو
- 2 يوليو – إرفينغ أبيلا[13]
- 10 يوليو – بيت كرايغ لاعب كرة قاعدة من الولايات المتحدة الأمريكية.
- 12 يوليو – باتريك أودونيل ضابط كندي.[14]
- 21 يوليو – غاري بومان لاعب هوكي جليد كندي.
- 22 يوليو – أليكس تريبيك ممثل أداء صوتي أمريكي.[15]
- 23 يوليو – واين دنيس لاعب كرة قدم كندي.
- 26 يوليو – بوبي روسو لاعب هوكي جليد كندي.
- 27 يوليو – غلوريا داون
- 27 يوليو – هارفي أندريه سياسي كندي.[16]
- 27 يوليو – ويليام توماس مولوي محامي كندي.

### أغسطس
- 1 أغسطس – باول جاكسون لاعب هوكي جليد كندي.
- 1 أغسطس – هارولد ماكاي محامي كندي.
- 7 أغسطس – جيم هندرسون سياسي كندي.
- 9 أغسطس – ديفيد دور
- 9 أغسطس – لاري لوند لاعب هوكي جليد كندي.
- 10 أغسطس – برونو كوتيه فنان كندي.[17]
- 12 أغسطس – هوغيت تورانجو[18]
- 26 أغسطس – جورج أنتوني
- 27 أغسطس – دوغ روبنسون لاعب هوكي جليد كندي.

### سبتمبر
- 1 سبتمبر – إدوارد روبرتس سياسي كندي.
- 6 سبتمبر – برايان سميث لاعب هوكي جليد كندي.
- 11 سبتمبر – جيري فيليبس سياسي كندي.
- 16 سبتمبر – كلايتون براون[19]
- 17 سبتمبر – جبريل فونتين سياسي كندي.[20]
- 17 سبتمبر – سينثيا فلوود كاتبة كندية.[21]
- 19 سبتمبر – سيلفيا تيسون موسيقية كندية.[22]
- 20 سبتمبر – دوغ يونغ سياسي كندي.[23]
- 21 سبتمبر – روجر لابوينت سياسي كندي.
- 23 سبتمبر – كيث دونالد[24]
- 30 سبتمبر – ديوي مارتن[25]
- 30 سبتمبر – هاري جيروم منافِس أوليمبي كندي.[26]

### أكتوبر
- 1 أكتوبر – لاري كينان لاعب هوكي جليد كندي.
- 2 أكتوبر – بروس درابر لاعب هوكي جليد كندي.
- 6 أكتوبر – روبرت جورج ضابط بحري كندي.
- 12 أكتوبر – لاري جيفري لاعب هوكي جليد كندي.
- 14 أكتوبر – شاين هيغاشي لاعب كاراتيه كندي.
- 21 أكتوبر – تيري أومالي
- 28 أكتوبر – دون نيومان صحفي كندي.[27]
- 28 أكتوبر – ليه كوزاك لاعب هوكي جليد كندي.

### نوفمبر
- 7 نوفمبر – بيفرلي آدمز ممثلة كندية.[28]
- 13 نوفمبر – دانييل بيلون ممثل كندي.[29]
- 24 نوفمبر – أريك ويلسون
- 24 نوفمبر – موراي هال لاعب هوكي جليد كندي.
- 28 نوفمبر – جيم نيلسون لاعب هوكي جليد كندي.
- 29 نوفمبر – جاك مارتن لاعب هوكي جليد كندي.
- 29 نوفمبر – ديني دوهرتي موسيقي كندي.[30]

### ديسمبر
- 1 ديسمبر – رون فين حكم كندي.
- 6 ديسمبر – لورانس بيرغمان سياسي كندي.
- 6 ديسمبر – موراي كوك[31]
- 11 ديسمبر – ديف ريتشاردسون لاعب هوكي جليد كندي.
- 13 ديسمبر – كين ميتشيل كاتب كندي.[32]
- 24 ديسمبر – بيل كروذرز
- 29 ديسمبر – غاري بيج لاعب هوكي جليد كندي.

## وفيات

### يناير
- 1 يناير – آرثر غوس (مواليد 1881) مصور كندي.
- 1 يناير – هاري بيرس (مواليد 1870) مؤرخ كندي.[33]
- 22 يناير – آرثر ليزلي كاميرون (مواليد 1856) سياسي كندي.

### فبراير
- 4 فبراير – دانيال جورج ماكنزي (مواليد 1860) سياسي كندي.
- 7 فبراير – ويلفورد فاوست (مواليد 1885) لاعب رماية من الولايات المتحدة الأمريكية.

### مارس
- 3 مارس – ليندسي غوردون (مواليد 1892) عسكري كندي.
- 8 مارس – إسحاق بنسون لوكاس (مواليد 1867) سياسي كندي.

### أبريل
- 1 أبريل – والتر جورج براون (مواليد 1875) سياسي كندي.[34]
- 22 أبريل – أليكس هاردي (مواليد 1877) لاعب كرة قاعدة من الولايات المتحدة الأمريكية.

### مايو
- 6 مايو – رودريك د. ماكنزي (مواليد 1885) عالم اجتماع كندي.[35]
- 15 مايو – تشارلز بورجوازي (مواليد 1879) سياسي كندي.[36]
- 25 مايو – إدوارد مورتيمر ماكدونالد (مواليد 1865) سياسي كندي.[37]
- 30 مايو – ويليام الكسندر بيرد (مواليد 1867) سياسي كندي.

### يونيو
- 1 يونيو – فريدريك جيمس يوجين وودبريدج (مواليد 1867)[38]
- 14 يونيو – ويليام هاربر (مواليد 1878) عالم فلك كندي.
- 19 يونيو – بيت هندرسون (مواليد 1895)
- 25 يونيو – كريستين روس باركر (مواليد 1866)
- 26 يونيو – بيلي ريد (مواليد 1857) لاعب كرة قاعدة من الولايات المتحدة الأمريكية.
- 27 يونيو – جيمس هنري فلمنج (مواليد 1872) عالم طيور كندي.

### يوليو
- 1 يوليو – سيسيل هارت (مواليد 1883) مدير فني كندي.
- 8 يوليو – ويليام جيرارد باور (مواليد 1882) سياسي كندي.
- 26 أكتوبر – يوليوس تومسون (مواليد 1882) مُجدّف كندي.[39][39]

### أغسطس
- 31 أغسطس – جورج غوثير (مواليد 1871) كهنوت كندي.[40]

### سبتمبر
- 2 سبتمبر – مود أبوت (مواليد 1869)[41]
- 7 سبتمبر – لورا بوردن (مواليد 1861)
- 24 سبتمبر – هوارد مكنمارا (مواليد 1893) لاعب هوكي جليد كندي.

### أكتوبر
- 10 أكتوبر – بيرتون تشيرشل (مواليد 1876) ممثل كندي.[42]
- 18 أكتوبر – ويليام ألين والش (مواليد 1887) مدرس من كندا.[43]
- 26 أكتوبر – يوليوس تومسون (مواليد 1882) مُجدّف كندي.[39][39]

### نوفمبر
- 7 نوفمبر – جيمي غاردنر (مواليد 1881) لاعب هوكي جليد كندي.
- 9 نوفمبر – فرانك كولينز (مواليد 1901)
- 17 نوفمبر – بيلي بويد (مواليد 1898) لاعب هوكي جليد كندي.
- 17 نوفمبر – روبرت لين (مواليد 1882) لاعب كرة قدم كندي.
- 29 نوفمبر – هوي ماكفي (مواليد 1916)

### ديسمبر
- 6 ديسمبر – جورج ويليام ألان (مواليد 1860) سياسي كندي.[44]
- 14 ديسمبر – غوردون والاس سكوت (مواليد 1887) سياسي كندي.
- 30 ديسمبر – فريدريك غودهو (مواليد 1867) لاعب اتحاد رغبي كندي.